# Фонтаны на террасах
Фонтаны на террасах (Террасные фонтаны) — памятники архитектуры, которые находятся по бокам от Большого каскада на террасе, спускающейся от Большого дворца к Нижнему парку Петергофа.
Переход от дворца к парку оформлен трёхъярусными террасами с балюстрадами по верхней кромке склона вдоль фасада дворца. Террасы укреплённого каменной стенкой восточного склона были устроены в 1716 году, на западном склоне их сделали в 1720—1721 годах. Проект украшения фонтанами был разработан Н. Микетти в 1722 году, но реализован он не был.
В 1799 году идея украсить фонтанами террасы возникла вновь, в этот раз проект был создан А. Н. Воронихиным. Строительство вели Ф. П. Броуэр и Ф. А. Стрельников. Летом 1800 года были построены десять каскадов с семью ступенями каждый и двадцать фонтанных чаш (по чаше сверху и снизу каждого каскада); части были сделаны из пудостского известняка, дно бассейнов и сливных каналов устилали путиловские плиты, ступени каскадов были покрыты рольным свинцом. Треугольные фронтоны фонтанов были украшены маскаронами, изображающими тритонов и нимф (девушек и стариков), изначально свинцовыми и тёмно-зелёными, с 1801 года — бронзовыми, по модели П. Л. Ажи (по другим данным — по моделям Ф. А. Стрельникова).
В 1826 году количество ступеней в каскадах уменьшили с семи до четырёх. В 1852—1853 годах по проекту А. И. Штакеншнейдера пудостский известняк заменили на белый каррарский мрамор (работы мастеров Петергофской гранильной фабрики), подпорная стена получила гранитную облицовку. В 1854 году все чаши разобрали, вместо половины из них установили мраморные.
У подножия каскадов сделаны тонкие струи, вода из фонтанов по желобам вдоль нижней подпорной стены стекает в ковш Большого каскада.
Маскароны «Тритон» и «Нимфа» были утрачены во время Великой Отечественной войны, в 1949 году вновь отлиты по моделям Л. А. Месса на заводе «Монументскульптура».